# Giorgi Tetrashvili
Pas d'image ? Cliquez ici

a Compétitions nationales et continentales officielles uniquement.

b Matchs officiels uniquement.
Dernière mise à jour le 15 mai 2025.
Giorgi Tetrashvili (en géorgien : გიორგი თეთრაშვილი, né le 31 août 1993 à Tbilissi, est un joueur géorgien de rugby à XV qui évolue au poste de pilier. Il joue au sein de l'effectif de l'USA Perpignan depuis 2021.

## Carrière

### En club
Arrivé en France au SC Albi, Giorgi Tetrashvili fait ses débuts professionnels avec cette équipe au cours de la saison 2012-2013 de Pro D2. Il rejoint ensuite le SU Agen en 2014,. En 2021, il s'engage avec l'USA Perpignan.

### En équipe nationale
Giorgi Tetrashvili honoré sa première cape internationale en équipe de Géorgie le 7 juin 2013 par une défaite 15-20 contre l'Équipe d'Irlande A (en).